# Fouqueure
Fouqueure és un municipi francès situat al departament del Charente i a la regió de la Nova Aquitània. L'any 2007 tenia 427 habitants.

## Demografia

### Població
El 2007 la població de fet de Fouqueure era de 427 persones. Hi havia 172 famílies de les quals 44 eren unipersonals (20 homes vivint sols i 24 dones vivint soles), 64 parelles sense fills, 48 parelles amb fills i 16 famílies monoparentals amb fills.
La població ha evolucionat segons el següent gràfic:
Habitants censats

### Habitatges
El 2007 hi havia 243 habitatges, 172 eren l'habitatge principal de la família, 47 eren segones residències i 23 estaven desocupats. Tots els 243 habitatges eren cases. Dels 172 habitatges principals, 149 estaven ocupats pels seus propietaris, 17 estaven llogats i ocupats pels llogaters i 6 estaven cedits a títol gratuït; 6 tenien dues cambres, 18 en tenien tres, 53 en tenien quatre i 95 en tenien cinc o més. 46 habitatges disposaven pel capbaix d'una plaça de pàrquing. A 74 habitatges hi havia un automòbil i a 84 n'hi havia dos o més.

### Piràmide de població
La piràmide de població per edats i sexe el 2009 era:
| Homes | Edats   | Dones |
| ----- | ------- | ----- |
| 0     | 95 o +  | 0     |
| 4     | 90 a 94 | 12    |
| 4     | 85 a 89 | 4     |
| 4     | 80 a 84 | 0     |
| 4     | 75 a 79 | 20    |
| 8     | 70 a 74 | 8     |
| 16    | 65 a 69 | 12    |
| 12    | 60 a 64 | 24    |
| 12    | 55 a 59 | 12    |
| 20    | 50 a 54 | 12    |
| 28    | 45 a 49 | 16    |
| 12    | 40 a 44 | 8     |
| 4     | 35 a 39 | 16    |
| 16    | 30 a 34 | 4     |
| 8     | 25 a 29 | 16    |
| 8     | 20 a 24 | 0     |
| 8     | 15 a 19 | 12    |
| 8     | 10 a 14 | 24    |
| 8     | 5 a 9   | 4     |
| 8     | 0 a 4   | 4     |

## Economia
El 2007 la població en edat de treballar era de 249 persones, 158 eren actives i 91 eren inactives. De les 158 persones actives 139 estaven ocupades (80 homes i 59 dones) i 19 estaven aturades (6 homes i 13 dones). De les 91 persones inactives 35 estaven jubilades, 18 estaven estudiant i 38 estaven classificades com a «altres inactius».

### Ingressos
El 2009 a Fouqueure hi havia 176 unitats fiscals que integraven 417 persones, la mediana anual d'ingressos fiscals per persona era de 15.227 €.

### Activitats econòmiques
Dels 12 establiments que hi havia el 2007, 1 era d'una empresa alimentària, 2 d'empreses de construcció, 1 d'una empresa de comerç i reparació d'automòbils, 2 d'empreses de transport, 1 d'una empresa d'hostatgeria i restauració, 1 d'una empresa financera, 1 d'una empresa immobiliària, 1 d'una empresa de serveis i 2 d'empreses classificades com a «altres activitats de serveis».
Dels 6 establiments de servei als particulars que hi havia el 2009, 1 era una oficina de correu, 1 taller de reparació d'automòbils i de material agrícola, 2 paletes, 1 restaurant i 1 agència immobiliària.
L'únic establiment comercial que hi havia el 2009 era una fleca.
L'any 2000 a Fouqueure hi havia 11 explotacions agrícoles que ocupaven un total de 450 hectàrees.

## Equipaments sanitaris i escolars
El 2009 hi havia una escola elemental integrada dins d'un grup escolar amb les comunes properes formant una escola dispersa.

## Poblacions més properes
El següent diagrama mostra les poblacions més properes.